# Благус, Мислав
Мислав Благуш (хорв. Mislav Blagus, родился 10 июня 1991 в Загребе) — хорватский хоккеист, правый нападающий клуба «Загреб» и сборной Хорватии.

## Статистика в чемпионате Австрии
(По состоянию на конец сезона 2012/2013)

## Достижения
- Чемпион Хорватии: 2010, 2011, 2012, 2013
- Победитель чемпионата мира U-20 во втором дивизионе: 2009
- Лучший распасовщик чемпионата мира U-20 в первом дивизионе B: 2011
- Победитель чемпионата мира во втором дивизионе A: 2013